# 天野豊
天野 豊（あまの ゆたか、1947年10月31日）は、東京都中野区出身の日活所属の俳優。1970年代を中心に活動した。現在は既に引退している。
かつては石原裕次郎から歌手としての声がかかったが、役者としての道を選び、1970年後半に引退した。

## 出演作

### テレビドラマ
- 銭の花（原作：花登筐）
- 純愛山河 愛と誠（原作：梶原一騎）
- 白い牙
- ワイルド7 第25話「スパイダーの最後」（1973年、NTV) − 配下役
- 電人ザボーガー − ウルフジョー
- スーパーロボット マッハバロン
ハイム中尉としてゲスト出演し、主人公の嵐田陽との一騎討ちの闘いをしている。（第20話　「トロイ作戦1対1」）

他多数

### CM
- ママレモン
- 茅ヶ崎パシフィックホテル
現在、茅ヶ崎パシフィックガーデン
- 飛島建設

他多数